# أندرياس أموندسين
أندرياس أموندسين (بالنرويجية البوكمول: Andreas Amundsen)‏ هو عازف جاز نرويجي، ولد في 28 ديسمبر 1980 في سينيا في النرويج.

## وصلات خارجية
- أندرياس أموندسين على موقع IMDb (الإنجليزية)
- أندرياس أموندسين على موقع ميوزك برينز (الإنجليزية)